# 6613 Williamcarl
6613 Williamcarl eller 1994 LK är en asteroid i huvudbältet som upptäcktes 2 juni 1994 av den amerikanske astronomen Carl W. Hergenrother vid Catalina Station. Den är uppkallad efter upptäckarens far, William Carl Hergenrother.
Asteroiden har en diameter på ungefär 19 kilometer.